# Nasa schlimiana
Nasa schlimiana är en brännreveväxtart som först beskrevs av Jules Émile Planchon och Triana, och fick sitt nu gällande namn av Weigend. Nasa schlimiana ingår i släktet färgkronor, och familjen brännreveväxter. Inga underarter finns listade i Catalogue of Life.